# Lukáš Hodan
Lukáš Hodan (* 14. září 1975) je bývalý český fotbalista, obránce.

## Fotbalová kariéra
V české lize hrál za AFK Atlantic Lázně Bohdaneč. Nastoupil v 9 ligových utkáních. V nižších soutěžích hrál i za SK Chrudim 1887, FK Mladá Boleslav a SK Kladno.

## Ligová bilance
| Ročník                          | Zápasy | Góly | Klub                        |
| ------------------------------- | ------ | ---- | --------------------------- |
| Gambrinus liga 1997/98          | 9      | 0    | AFK Atlantic Lázně Bohdaneč |
| 2. česká fotbalová liga 1998/99 | 20     | 0    | SK Chrudim 1887             |
| 2. česká fotbalová liga 2001/02 | 23     | 4    | FK Mladá Boleslav           |
| 2. česká fotbalová liga 2002/03 | 17     | 0    | FK Mladá Boleslav           |
| 2. česká fotbalová liga 2003/04 | 19     | 0    | SK Kladno                   |
| 2. česká fotbalová liga 2004/05 | 4      | 0    | SK Kladno                   |
| CELKEM 1. česká liga            | 9      | 0    |                             |